# Founex
Founex [funɛ] est une commune suisse du canton de Vaud, située dans le district de Nyon.

## Géographie
Founex se situe dans le district de Nyon, à 6,8 km au sud-sud-ouest de Nyon et à 2 km au nord de Coppet, près de la rive occidentale du Léman. Elle fait partie de la région de Terre Sainte.
Le territoire de Founex s'étend sur 4,79 km2. Lors du relevé de 2013-2018, les surfaces d'habitations et d'infrastructures représentaient 36,1 % de sa superficie, les surfaces agricoles 61,6 %, les surfaces boisées 2,1 % et les surfaces improductives 0,0 %.

### Mobilité et transports
- Le chemin de fer de Lausanne à Genève est inauguré en 1858. La halte de Founex est installée en 1868[6]. La gare est fermée le 12 décembre 2004 puis détruite[7].
- En février 2020, les Chemins de fer fédéraux (CFF) ont inaugurés une troisième voie, dite de dépassement, sur 750 m du tronçon Coppet-Founex de la ligne "150", Lausanne-Genève. Les trains de voyageurs peuvent ainsi dépasser les convois de marchandise qui sont plus lents. Le chantier a nécessité deux ans et demi de travaux et 73 millions de francs d'investissement[8].
- L'autoroute A1 Genève-Lausanne est inaugurée et mise en service le 23 avril 1964. La sortie numéro 10 est proche de Chataigneriaz, section de Founex.
- Réseau de bus des transports publics de la région nyonnaise (TPN) opère une ligne de Nyon à la gare de Coppet qui traverse Founex depuis la suppression de l'arrêt du train à Founex en décembre 2004[7]. L'accent est mis sur « la proximité du bus, qui va chercher les clients près de chez eux »[9].

## Histoire
Fondé[réf. nécessaire] en 1273, Founex a été influencé par la Baronnie de Coppet, par le diocèse de Genève et par les confréries locales qui ont marqué tour à tour, le destin du village. Il connaît, sans conséquence dommageable, l'occupation bernoise, la migration massive provoquée par la révocation en 1685 de l'Édit de Nantes (1598) et la grande dépression du XVIIe siècle.

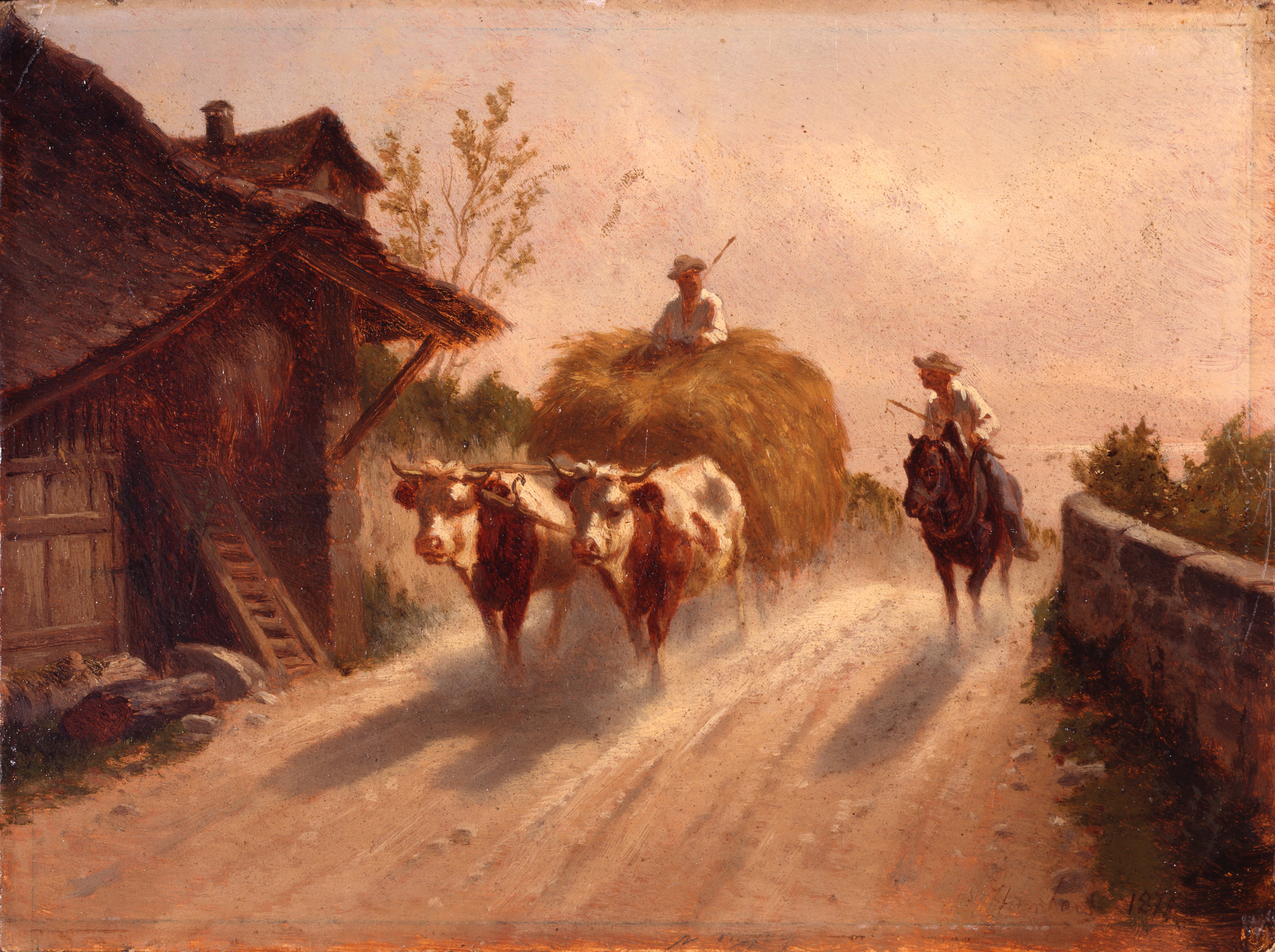
Charles Humbert, À Founex (1871)

Le premier cabaret ouvre en 1739 et, quelques années plus tard trois fontaines sont construites. Founex se rallie au soulèvement des Bourla-Papey en 1802.
En 1847, Founex nomme son premier facteur.  
En 1886, le 8 juillet, le phylloxera vastatrix est repéré dans les vignes du village. La vigne qui jusqu'à cette époque était cultivée en hutin est replantée, en ligne, greffée sur des pieds américains résistants. La culture en ligne facilite le travail mécanisé.
En juillet 1902, Jean Norfin, représentant  depuis 1882 de Coppet au Grand Conseil  meurt accidentellement renversé par le train matinal de Genève au passage à niveau de Founex.
Founex a installé son premier téléphone public en 1903.
En juin 1971, le motel de Founex est le siège d'une réunion des Nations unies avec des représentants des pays en voie de développement pour leur détailler et responsabiliser sur les impacts environnementaux de la croissance économique.
En 2002, Founex rejoint la région de Terre Sainte, mais le 30 août 2010, son conseil communal refuse d'avaliser la fusion des communes de Terre-Sainte en une seule commune.

## Toponymie
Le nom de la commune, qui se prononce [funɛ], est vraisemblablement formé d’un nom de personne latin tel que *Fusinus et du suffixe toponymique celtique -akos/-acum. Il désigne un domaine possédé par une famille ou un clan dudit nom.
Sa première occurrence écrite date de 1224, sous la forme de Fosnay.

## Population et société

### Gentilé
Les habitants de la commune se nomment les Founachus (lè Founatchu signifiant les fouineurs en patois vaudois),.

### Démographie
La commune compte 3 805 habitants au 31 décembre 2023 pour une densité de population de 794 hab/km2. Sur la période 2010-2023, sa population a augmenté de 17,7 % (canton : 18,6 % ; Suisse : 9,4 %).  

## Patrimoine architectural

### Église Saint-Robert
L'église catholique Saint Robert de Molesmes est située entre le lac et la route Suisse. Cet édifice a été érigé en 1898-1899 sur un terrain offert par la baronne Double de Saint Lambert. Elle a été inaugurée et bénie le 3 août 1899 par Joseph Déruaz, évêque de Lausanne, Genève et Fribourg. Le 8 mai 1925, Marius Besson l'a instituée comme paroisse. Elle a été rénovée en 2009, et sa salle paroissiale a été agrandie en 2013.
En 2023, l'église fête ses 125 ans.

Vues de Founex
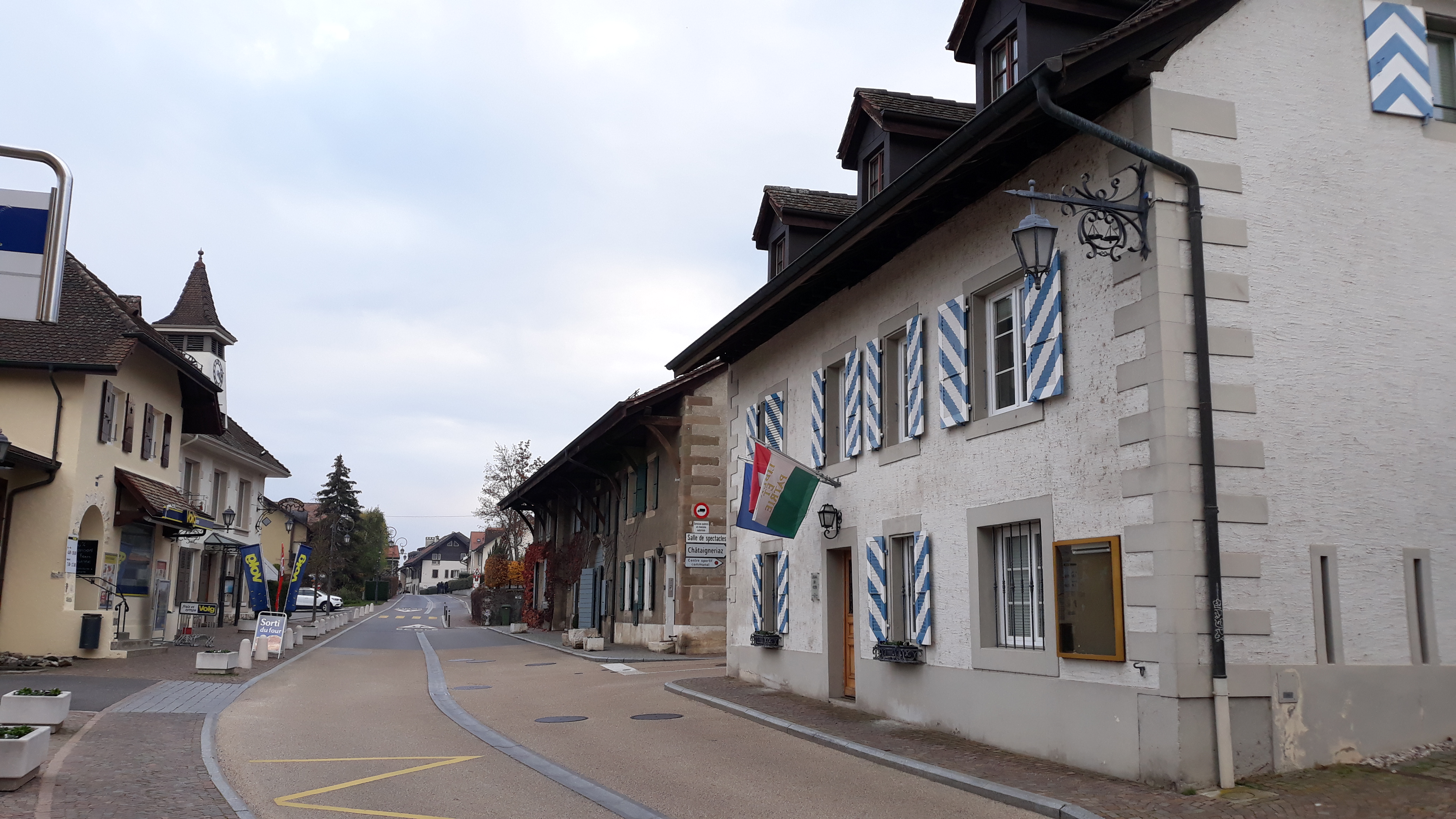
La Grand'rue, avec la maison de commune sur la droite.
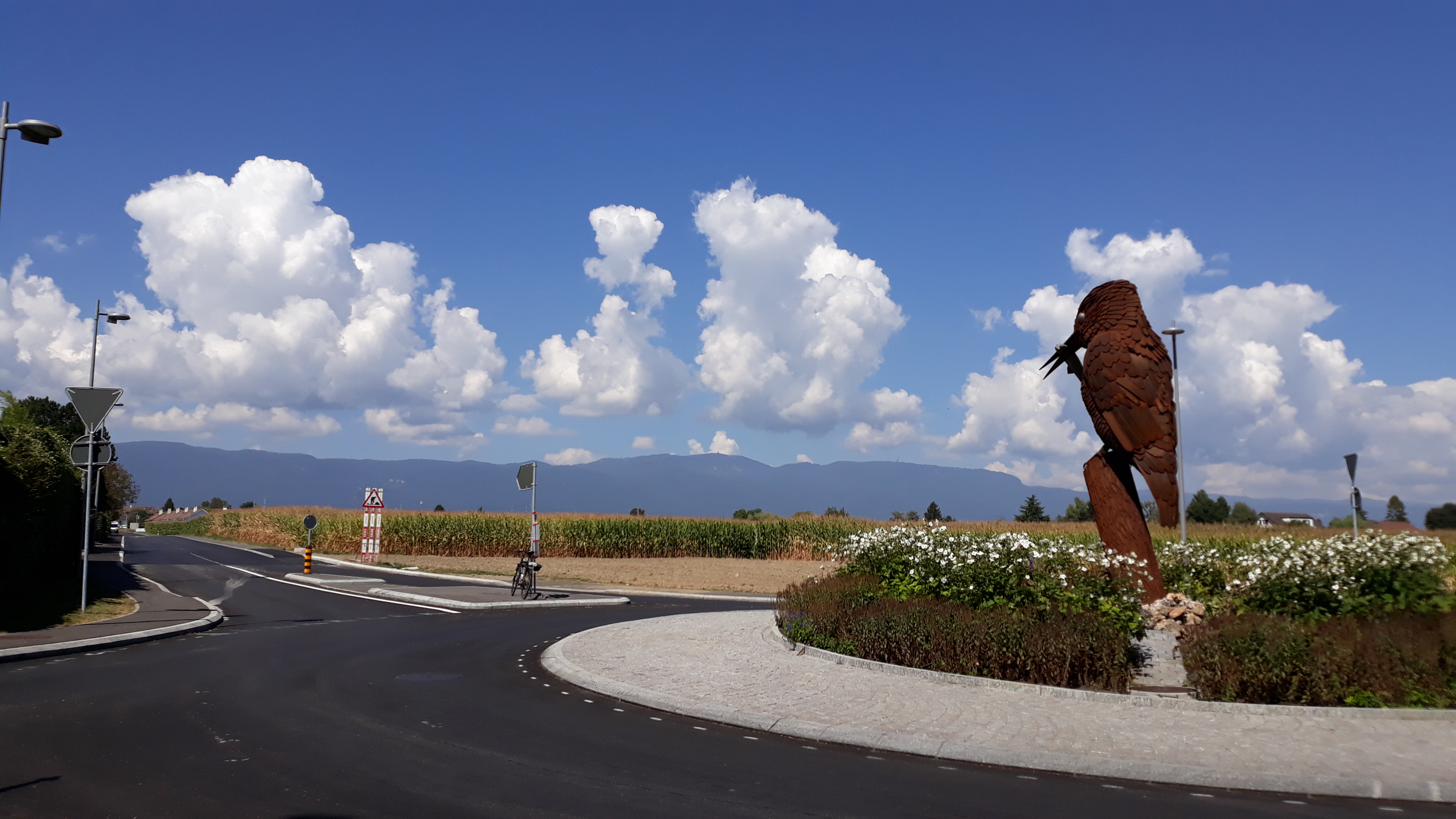
Carrefour de la route Suisse.

## Héraldique
| Blason de Founex | Blason  | D’azur à la balance d'argent.                                                         |
| Blason de Founex | Détails | Les armoiries des communes vaudoises sont soumises à l'approbation du Conseil d'État. |

## Personnalités
- Jean-Jacques Dunant, (1742-1802), Procureur général et syndic de Genève. Vécut en exil à Founex[23].
- Louis François Senn, (1799-1873), Docteur en médecine et chirurgie, politicien; inhumé à Founex[24],[25],[26].
- Édouard Rod, (1857-1910) critique littéraire, journaliste, bellettrien et écrivain suisse[27].
- Albert Picot, (1888-1966), Juriste, Conseiller d'Etat. Inhumé à Founex[28].
- Sir John Bertram Adams (1920-1984), physicien et directeur du CERN[29].
- Hélène Grégoire, écrivain (1903-1998)
- Adam Matthey, citoyen de Founex, lègue en 1889 toute sa fortune, estimée à 100 000 francs, à l'institution cantonale pour les malheureux enfants abandonnés[30].
- Josiane Ferrari-Clément (1951- ) Née à Bâle, Licenciée en lettres (1975), enseignante, chercheuse en histoire. Auteure de plusieurs livres dont un ouvrage sur l'histoire de Founex[31].

### Autorités
- Jean-Jaques Dunant, syndic en 1785, 1788, 1789, 1792[32].
- Elie Nerfin, syndic en 1871[33].
- Etienne Rochaix, syndic en 1888[34].
- Louis-Aimé Favre, syndic (avant 1917)[35].
- François Debluë, syndic en 2015[36].
- Lucie Kunz-Harris, syndic en 2021[37].